# Laurel Aitken

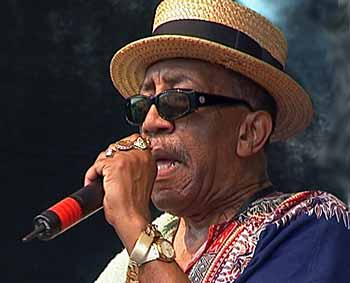
Laurel Aitken im Sommer 2000 live in Dortmund

Lorenzo „Laurel“ Aitken (* 22. April 1927 in Havanna; † 17. Juli 2005 in Leicester, England) war ein jamaikanischen Sänger und Songwriter und gilt neben Desmond Dekker als einer der Begründer der Ska-Musik.

## Werdegang

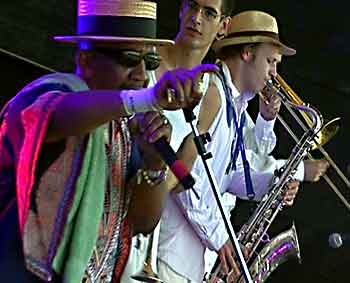
Laurel Aitken auf einem Konzert

Laurel Aitken wurde wie seine Kollegen Tommy McCook, Rolando Alphonso und Rico Rodriguez in Havanna auf Kuba geboren. Aitkens Mutter war Kubanerin, der Vater Jamaikaner. Im Jahre 1938 zog die Familie nach West-Kingston, Jamaika. Aitken sang bereits als Kind gern und eignete sich die damals populären Hits des US-amerikanischen Jazz und des Calypso aus Trinidad an, zum Beispiel Blue Moon von Rodgers und Hart. Im Auftrag des Fremdenverkehrsamtes (Jamaica Tourist Board) begrüßte er die Touristenboote am Quai und sang für Trinkgeld Calypso-Songs wie Welcome to Jamaica, Jamaica Farewell und Coconut Woman. Seine erste Aufnahme, I Met a Señorita, nahm er auf eigene Kosten in Stanley Mottas Recording Studio in der Hanover Street auf.
Im Jahr 1960 zog Aitken nach England, um seiner Karriere auf die Sprünge zu helfen. Aus seiner Feder stammen einige der Klassiker des Genres wie Sally Brown oder Skinhead Train. Er war als der Godfather of Ska bekannt und ist ein musikalisches Idol der traditionellen Skinheads.
Aitken trat bis ins hohe Alter immer wieder mit verschiedenen Ska-Bands auf. Er starb am 17. Juli 2005 im englischen Leicester an den Folgen eines Herzinfarkts.

## Familie
Laurels jüngerer Bruder Bobby Aitken (* 1933) war ebenfalls Musiker und als Gitarrist aktiv. Als Leader der Caribbeats ist er mit seiner Begleitband auf vielen Aufnahmen vertreten. Seine Produzententätigkeiten sind auf dem Album Bobby Aitken Presents Rock Steady Original & Red Hot versammelt.

## Diskografie (Auswahl)

### Singles
- 1957: Aitkens Boogie / Cherrie – Laurel Aitken (Caribou)
- 1959: Boogie in My Bones / Little Sheila – Laurel Aitken & the Boogie Cats (Starlite/Island)
- 1959: Boogie Rock / Heavenly Angel – Laurel Aitken & the Boogie Cats (Down Beat/Blue Beat, BB 1)
- 1963: Sweet Jamaica / Bossa Nova Hop – Laurel Aitken (Dice)
- 1963: Adam and Eve / Devil Woman – Laurel Aitken / Bobby Aitken (Rio)
- 1969: Skinhead Train / Kent People – Laurel Aitken/Gruvy Beats (Nu Beat)
- 1980: Rudi Got Married / Honey Come Back to Me – Laurel Aitken & The Unitone (I-Spy Records/Arista)

### Alben
- 1965: Ska With Laurel
- 1969: Fire
- 1970: The High Priest of Reggae (Pama Records)
- 1990: Ringo the Gringo
- 1998: The Story So Far
- 1999: En Español
- 2000: Jamboree (Laurel Aitken & Court Jester’s Crew)
- 2002: Live at Club Ska
- 2009: Ska with Laurel (Expanded)
- 2010: Voodoo Woman

### Kompilationen
- 1996: Blue Beat Years
- 1998: The Pama Years (1969–1971)
- 2000: Godfather of Ska Vol. 3 (1963–1966)
- 2000: The Pioneer of Jamaican Music
- 2001: Rise & Fall (Personal Selections 1960–1979)
- 2002: Rudi Got Married (The Godfather of Ska Vol. 5)
- 2005: Superstar

### Video-Veröffentlichungen
- 1989: Ska Explosion (mit The Hotknives, Judge Dread, The Deltones, The Trojans, Potato 5, The Loafers) (VHS-Video, Jettisoundz Video)
- 1989: The Legendary Laurel Aitken And The Pressure Tenants – Live at Gaz’s Rockin’ Blues, London (VHS-Video, Unicorn Records)
- 2005: Laurel Aitken & Friends - Live at Club Ska (2 DVDs, Cherry Red Films)
- 2007: Laurel Aitken & The Cookoomackastick - The Very Last Concerts and Studio Recordings (CD+DVD, SouLove Records)